# Gijsbert IV. Bronkhorstski
Gijsbert IV. Bronkhorstski (Gisbert IV. von Brockhorst Gijsbert IV. Bronkhorstski    * ok. 1275 ; † po 1315 ) je bil gospod Bronkhorstski in gospod Rekemski (v Lanakenu, Belgija ), "drost" na Zgornjem Renu.

## Izvor
Bil je sin Viljema II. Bronkhorstskega († 1290) in njegove žene Ermgard Randerodske († po letu 1264). Bil je vnuk Gijsberta III. Bronkhorstskega († 1241) in Kungunde Oldenburške († po letu 1264/ok. 1290), hčere grofa Mavrica I. Oldenburškega, in nečaka Gijselberta Bronkhorstskega, nadškofa Bremna (1273–1306). Bil je brat Florenca Bronkhorstskega, izvoljenega za nadškofa Bremna leta 1307 († 1308, Avignon ).

## Družina
Gijsbert IV. Bronkhorstski se je poročil z Elizabeto Steinfurtsko († po 1347), hčerko Baldvina II. Steinfurtskega († 1317), šerifa Borghorsta, in Elizabete iz Lippe-ja († 1315/1316). Imela sta naslednje otroke:  
- Viljem III. Bronkhorstski (* ok. 1284; † 25. september 1328), gospod Bronkhorstski, Rekemski in Batenburški, poročen c. 1297 z Johano Batenburško († 28. november 1351)
- Janez Bronkhorstski († 26. junij 1346)
- Ludgarda Bronkhorstska, poročena s Kristijanom Oldenburškim-Delmenhorstskim
- Elizabeta Bronkhorstska († u. 1340)
- Gijesbert Bronkhorstski († 1369/1371), poročen z Gertrudo Gemmensko († d. 1322)
- Baldvin Bronkhorstski († 26. oktober 1316), stolni kanonik v Utrechtu

## Galerija
- Nekdanji grad v Bronkhorstu
- Palača Rekheim/Rekem (1626)